# 주주영
주주영(朱宙栐, 1538년 ~ 1564년)은 명나라의 방계 황족으로 주우온의 아들, 주석황의 부친, 주기성의 조부, 융무제의 증조부다. 그의 당왕 재위는 가정제와 겹친다.
1562년, 당왕(唐王) 작위를 계승했고 2년 뒤인 1564년에 사망했다. 왕위는 아들 주석황(朱碩熿)이 계승했으며 처음 시호는 당순왕(唐順王)이었다.
1645년, 증손자인 주율건이 즉위하자 순황제(順皇帝)로 추존되었으며 그의 아내 주씨(周氏)도 순황후(順皇后)로 추존되었다.